# Даниелян, Геворг Балабекович
Геворг Балабекович Даниелян (арм. Գեւորգ Դանիելյան, 5 мая 1958, Ереван, Армянская ССР) — политический деятель Армении, с 8 июня 2007 года по 9 декабря 2010 года министр юстиции. Заслуженный юрист Республики Армения (2006).
- 1983 — окончил юридический факультет Ереванского государственного университета.
- 1977—1979 — служил в войсковом соединении Советской Армии на территории бывшей Германской Демократической Республики.
- 1987 — окончил аспирантуру Московского, Академии наук бывшего СССР, института государства и права
- 1980—1984 — работал в структуре министерства внутренних дел Армянской ССР.
- 1989—1992 — начальник отдела по надзору за соблюдением законодательства в международных отношениях генеральной прокуратуры Армении.
- 1992—1996 — прокурор города Раздана.
- 1996 — работал помощником прокурора города Еревана, в марте месяце того же года был назначен прокурором отдела по надзору за соблюдением законов в экономической, социальной и природоохраной сфере генеральной прокуратуры Армении.
- 1999—2004 — начальник управления по защите государственных интересов генеральной прокуратуры Армении.
- 31 марта 2004 — назначен заместитель генерального прокурора Армении.
- 8 июня 2007 — назначен министром юстиции Армении.
- 9 декабря 2010 — уволен за ненадлежащее исполнение должностных обязанностей.